# Digão (músico)
Digão, nome artístico de Rodrigo Aguiar Madeira Campos (Sobradinho, 20 de novembro de 1970), é um músico brasileiro. É guitarrista e vocalista da banda Raimundos.
Formou o grupo, em 1987, ao lado de Rodolfo Abrantes, inicialmente tocando bateria. Porém abandona o instrumento devido a problemas auditivos. Anos depois, começa a tocar guitarra. Tem as bandas Ramones, Dead Kennedys e Suicidal Tendencies como algumas das que mais gosta. Com a saída de Abrantes em 2001, assume o vocal principal. Sendo hoje o líder do Raimundos, que outrora, foi considera por muitos como a maior banda de rock nacional da década de 1990. Paralelamente aos Raimundos fez, junto a Dênis Marques, o projeto musical Dr. Madeira. Hoje faz com Denis Porto a dupla Denis & Digão.

## Biografia

### Carreira

#### Antes do Raimundos
No Filhos de Mengele foi sua primeira experiência numa banda de verdade, fugia de casa para ensaiar às quintas à noite, pois tinha 15 anos e estudava de manhã. O músico era um dos mais jovens no meio de artistas mais velhos, e já se apresentava em shows. Naquela época havia muitos eventos da fundação cultural do Distrito Federal, e com isso havia mais espaço para bandas com músicas próprias.

#### Raimundos
O Raimundos começou quando Digão e Rodolfo se conheceram, por morarem na mesma rua no Lago Sul, Distrito Federal. Naquela época Digão tocava bateria, e Rodolfo guitarra. Logo se reuniram para jogar conversa fora e tocar as músicas de seu grupo favorito, os Ramones. Digão já levava um som bem "hardcore", influenciado principalmente por Dead Kennedys. Mas faltava o baixo. A sugestão de Rodolfo foi chamar o Canisso, pois ele daria um visual "arrojado" para a banda. Com a entrada de Canisso, o negócio começou a ficar um pouco mais sério, e as primeiras composições começaram a surgir. E foi no reveillon de 1988, na casa do amigo Gabriel Thomaz (ex-vocalista e guitarrista da banda Little Quail and The Mad Birds), que aconteceu o considerado primeiro show do Raimundos. A banda continuou dessa forma durante dois anos, até sua separação. Com o surto de bandas de heavy metal que tomou conta da cidade (1989/1990), a banda passa a acreditar que deveria seguir o mesmo caminho para atingir o sucesso.
Em 1990 a banda se separa, devido a diversos problemas internos. Foi nessa época que Digão trocou a bateria pela guitarra, na época para ele foi triste, pois larguou a música por quase três anos, que foram os piores de sua vida. Sentia-se um nada, foi podado do que mais gostava de fazer. Em 1992 surgiu uma oportunidade de tocar em um bar em Goiânia e a decisão foi unânime: o Raimundos seria ressuscitado. Porém, como a banda não tinha mais baterista (Digão agora era guitarrista, deixando Rodolfo livre para no vocal), a saída foi apelar para uma bateria eletrônica. Ainda em 1992, Fred, foi recrutado para a bateria, dando um direcionamento mais sério para o trabalho da banda. No ano seguinte já gravaram uma fita demo, e foi com essa fita demo em que os Raimundos conseguiram um contrato para gravar o seu primeiro disco, pelo selo Banguela do Carlos Eduardo Miranda. O nome do primeiro álbum trazia apenas o nome da banda, Raimundos, lançado em 12 de maio de 1994. Com o lançamento do álbum, a banda volta para São Paulo, para divulgar o disco. É nessa época que o grupo é apresetado aos seus maiores ídolos, os Ramones. Estavam de passagem pelo Brasil, e participaram de um coquetel, onde também estava sendo lançado o álbum dos Raimundos. Digão conta:
| “ | "Pois é, a gente estava lá no hotel, maior festa, disco do Raimundos pra lá e pra cá, de repente eu olho pro lado e vejo o C.J., aí pensei: ‘caralho, fudeu!’ a gente conheceu os caras, eles são muito loucos, entregamos o disco pra eles. Eu nunca pensei que isso fosse acontecer comigo algum dia" | ” |

A partir desta época a banda começou a ganhar espaço na mídia. Depois de vender quase 200 mil cópias do primeiro disco, a banda se prepara para o lançamento do segundo álbum, "Lavô Tá Novo", pela WEA. A turnê do álbum Lavô Tá Novo se estendeu por todo o ano de 1996 e para não deixar o ano sem nenhum lançamento, foi sugerido ao grupo pelo empresário que lançassem um ambicioso projeto. Um box-set com CD, home video e revista em quadrinhos, resgatando a trajetória que a banda seguira desde o início até o estrelato. O CD também batizado de Cesta Básica é composto por três covers, uma música da fase independente , uma música inédita, quatro músicas ao vivo e uma regravação. Com a turnê se estendendo até 1997, o resultado foram férias mais curtas e os compromissos começaram a pintar, afinal a banda tinha que cumprir os planos da gravadora e já passava o tempo de lançar um novo trabalho lembrando que desde o Lavô Tá Novo a banda não lançava material inédito. Em 1997 vão de novo até Los Angeles para gravar Lapadas do Povo. O disco deixa de lado letras e melodias engraçadas, investe no peso e em letras mais sérias. Apesar das boas críticas, o disco acaba vendendo menos que os anteriores. Para piorar, em um show na cidade de Santos, litoral de São Paulo, um dos alambrados onde o público saía caiu, provocando a morte de oito pessoas e 67 feridos. A banda se abala com o ocorrido e cancela diversas apresentações.
Entraram no AR Studio, na Barra da Tijuca (RJ), e recrutaram os produtores Tom Capone e Carlos Eduardo Miranda. Em um clima super tranquilo e com bastante entrosamento, as gravações do álbum se desenrolaram. Nos intervalos, muito surf e outros esportes. As gravações seguiram bem durante janeiro e fevereiro de 99, e inclusive contaram com surpresas: Digão foi pai novamente, com o nascimento da filha Giulia no mês de fevereiro (ele já tinha um filho, o Ricardo). No final do mês de maio chega às lojas o tão aguardado novo CD da banda, intitulado Só no Forévis, o disco foi um sucesso total tanto com a mídia quando com a credita, vendagem do cd contabiliza 800 mil copias . Para coroar a ótima fase, em 2000 a banda lança, no auge de seu sucesso, junto com a MTV, o MTV Ao Vivo, que foi dividido em duas partes. Em junho de 2001 após uma longa conversa entre os integrantes, o Raimundos anuncia seu fim. O principal motivo era a insatisfação de Rodolfo. Dois meses depois, Fred, Canisso e Digão resolvem retornar com a banda. Lançaram o disco Éramos 4, que conta com canções de um concerto da banda com o ex-baterista do Ramones, Marky Ramone onde tocaram sucessos da banda americana, além de duas regravações inusitadas e a regravação de "Sanidade", música que estava presente na primeira fita demo. Apresentando a nova formação, com Digão cantando.
Em 2002 a banda, já com um novo membro (Marquim), fez o lançamento do primeiro álbum totalmente inédito, Kavookavala. O álbum conta com várias participações, entre elas o cantor do Sepultura Derrick Green e Mr. Catra, com doze canções inéditas. Foi o último álbum da banda a ter um relativo sucesso. Pouco tempo após este lançamento, alegando desgaste natural, o baixista Canisso abandonou o grupo, sendo substituído pelo até então cantor do Rumbora, Alf. Sem conseguir o sucesso dos álbuns anteriores, a banda foi entrando em constantes crises. Depois de um longo período fora da mídia, desgastes e concertos cancelados, surge a necessidade dos integrantes seguirem suas carreiras com projetos paralelos. Digão e Denis Porto lançam o Denis & Digão pela Universal Music, e o SuperGalo (Fred, Alf e inicialmente Marquim). O tempo passou, e com ele vieram os choques de agenda, fato que ocasionou o retorno de Canisso, inicialmente apenas para um concerto. Fred, que já andava discordando musicalmente com Digão, resolveu sair da banda, já que tinha brigado com Canisso, que se torna fixo na banda novamente. Começou a partir daí a cuidar da parte emrpresarial da banda e dos rumos em que a banda tomaria. Em 2013 Digão gravou a música "Minha Rainha" com a banda Tihuana e ainda participou do clipe da canção que também contou com Dinho Ouro Preto do Capital Inicial.

## Controvérsias
Desdea as eleições presidenciais em 2018, o músico se pronunciou politicamente em algumas ocasiões, gerando animosidade e diferentes opiniões sobre suas posturas dentre o público. Em 2020, afirmou em seu perfil no Instagram que as medidas de quarentena eram "uma amostra grátis do Comunismo", tendo posteriormente pedido desculpas por sua declaração. O artista já se indispôs com outros, como Pe Lu, da banda Restart, e Tico Santa Cruz, onde foi chamado pelo primeiro de "roqueiro reaça" e respondeu que a crítica era "uma tentativa de lacração".
Digão foi alvo de uma arte do cartunista Leandro Franco, em julho de 2021, onde foi retratado junto a Marcelo Nova e Roger Moreira como "roqueiros conservadores", e reagiu de forma agressiva e ameaçadora aos comentários, dizendo ao cartunista que "a gente se trombaria por aí" e dizendo para "enfiarem suas opiniões no c*"..

## Discografia

### Raimundos
- 1994 - Raimundos
- 1995 - Lavô Tá Novo
- 1996 - Cesta Básica
- 1997 - Lapadas do Povo
- 1999 - Só no Forévis
- 2000 - MTV Ao Vivo
- 2001 - Éramos 4
- 2002 - Kavookavala
- 2005 - Pt qQ cOizAh
- 2011 - Roda Viva
- 2012 - O Embate do Século: Ultraje a Rigor vs. Raimundos
- 2014 - Cantigas de Roda

### Dênis & Digão
- 2007 - MuitAMORdomia

## Equipamento

### Guitarras
- Gibson Explorer Cherry
- Gibson Explorer Ebony
- Jackson Kelly
- Jackson Warrior
- Jackson DK
- Jackson Randy Rhoads
- Fender Stratocaster

### Amplificação
- Cabeçotes Marshall
- Caixas Marshall e Caixas Mesa Boogie

### Pedais
- Line 6 POD X3 Live
- Line 6 POD HD 500